# Aphis cuscutae
Aphis cuscutae är en insektsart som beskrevs av Davis 1919. Aphis cuscutae ingår i släktet Aphis och familjen långrörsbladlöss. Inga underarter finns listade i Catalogue of Life.